# Trophée TIM
Le Trofeo TIM (en français : Trophée TIM, TIM comme nom de l'entreprise de téléphonie mobile Telecom Italia Mobile, la filiale de Telecom Italia) est une compétition amicale de football créée en 2001 par la société TIM, sponsor du Serie A et de la Coppa d'Italia, opposant les trois grands clubs de football italiens Juventus, le Milan AC et l'Inter Milan. Pour le trophée de l'année 2014, l'Inter Milan ne joua pas mais Sassuolo prit sa place.

## Déroulement
Cette compétition se déroule en un seul jour et dans un seul stade ; les trois équipes se rencontrent lors de matches de quarante-cinq minutes où un vainqueur doit être nécessairement désigné (tirs au but en cas d'égalité).
L'équipe totalisant le plus de points est désignée vainqueur (avec 3 points pour une victoire dans le temps réglementaire, 2 points pour une victoire aux tirs au but, un point en cas d'une défaite aux tirs au but, et zéro point pour une défaite dans le temps réglementaire).

### Stades
Plusieurs stades servirent à accueillir la compétition au cours des différentes éditions. La plupart des éditions eurent lieu sur terrain neutre, mais quelques éditions eurent lieu sur les terrains des trois équipes participantes : trois fois à San Siro (terrain du Milan et de l'Inter) et une fois à l'Olimpico di Torino (ancien stade de la Juventus).
- Stade Giuseppe Meazza de Milan: 3 éditions (2004, 2006, 2007).
- Stade Nereo Rocco de Trieste: 3 éditions (2001, 2002, 2005).
- Stade San Nicola de Bari: 3 éditions (2010, 2011, 2012).
- Stade Del Conero de Ancône: 1 édition (2003).
- Stade olympique de Turin: 1 édition (2008).
- Stade Adriatico de Pescara: 1 édition (2009).

## Palmarès
| Année | Lieu                                   | Vainqueur   | Dauphin     | Troisième   |
| 2001  | Stade Nereo-Rocco, Trieste             | Milan AC    | Juventus    | Inter Milan |
| 2002  | Stade Nereo-Rocco, Trieste             | Inter Milan | Milan AC    | Juventus    |
| 2003  | Stadio Del Conero, Ancône              | Inter Milan | Juventus    | Milan AC    |
| 2004  | Stade Giuseppe-Meazza, San Siro, Milan | Inter Milan | Milan AC    | Juventus    |
| 2005  | Stade Nereo-Rocco, Trieste             | Inter Milan | Milan AC    | Juventus    |
| 2006  | Stade Giuseppe-Meazza, San Siro, Milan | Milan AC    | Juventus    | Inter Milan |
| 2007  | Stade Giuseppe-Meazza, San Siro, Milan | Inter Milan | Milan AC    | Juventus    |
| 2008  | Stade Olympique, Turin                 | Milan AC    | Juventus    | Inter Milan |
| 2009  | Stade Adriatico, Pescara               | Juventus    | Inter Milan | Milan AC    |
| 2010  | Stade San Nicola, Bari                 | Inter Milan | Milan AC    | Juventus    |
| 2011  | Stade San Nicola, Bari                 | Inter Milan | Juventus    | Milan AC    |
| 2012  | Stade San Nicola, Bari                 | Inter Milan | Juventus    | Milan AC    |
| 2013  | Stade San Nicola, Bari                 | US Sassuolo | Milan AC    | Juventus    |

## Bilan

### Victoires
- 8 : Inter Milan : 2002, 2003, 2004, 2005, 2007, 2010, 2011, 2012

- 3 : Milan AC : 2001, 2006, 2008

- 1 : Juventus : 2009
- 1 : US Sassuolo : 2013

### Record de victoires consécutives
- 4 : Inter Milan : 2002, 2003, 2004, 2005

## Éditions

### 2001
- Stade: Stade Nereo-Rocco, Trieste

| Club     | Pts | V | VP | DP | D | BP | BC | Dif |
| -------- | --- | - | -- | -- | - | -- | -- | --- |
| Milan AC | 5   | 1 | 1  | 0  | 0 | 1  | 0  | +1  |
| Juventus | 2   | 0 | 1  | 0  | 1 | 0  | 1  | -1  |
| Inter    | 2   | 0 | 0  | 2  | 0 | 0  | 0  | 0   |

| 9 août 2001 | Inter                                | 0 – 0             | Milan                                                    | Stadio Nereo Rocco, Trieste      |                                  |
| 21h00 UTC+2 |                                      |                   |                                                          | Arbitrage : Massimiliano Saccani | Arbitrage : Massimiliano Saccani |
| 21h00 UTC+2 | Rapport                              |                   |                                                          | Arbitrage : Massimiliano Saccani | Arbitrage : Massimiliano Saccani |
| 21h00 UTC+2 | Vieri · Seedorf · Kallon · Materazzi | Tirs au but 3 – 5 | Chevtchenko · Rui Costa · Serginho · Contra · F. Inzaghi | Arbitrage : Massimiliano Saccani | Arbitrage : Massimiliano Saccani |

| 9 août 2001 | Inter                                  | 0 – 0             | Juventus                                                 | Stadio Nereo Rocco, Trieste |                             |
| 22h15 UTC+2 |                                        |                   |                                                          | Arbitrage : Stefano Cassarà | Arbitrage : Stefano Cassarà |
| 22h15 UTC+2 | Rapport                                |                   |                                                          | Arbitrage : Stefano Cassarà | Arbitrage : Stefano Cassarà |
| 22h15 UTC+2 | Vieri · Emre · Cauet · Greško · Dalmat | Tirs au but 2 – 3 | Del Piero · Pessotto · Maresca · Trezeguet · Tacchinardi | Arbitrage : Stefano Cassarà | Arbitrage : Stefano Cassarà |

| 9 août 2001 | Milan       | 1 – 0 | Juventus | Stadio Nereo Rocco, Trieste |                           |
| 23h15 UTC+2 | Kaladze 31e |       |          | Arbitrage : Paolo Bertini   | Arbitrage : Paolo Bertini |
| 23h15 UTC+2 | Rapport     |       |          | Arbitrage : Paolo Bertini   | Arbitrage : Paolo Bertini |

### 2002
- Stade: Stade Nereo-Rocco, Trieste

| Club     | Pts | V | VP | DP | D | BP | BC | Dif |
| -------- | --- | - | -- | -- | - | -- | -- | --- |
| Inter    | 4   | 1 | 0  | 1  | 0 | 2  | 0  | +2  |
| Milan AC | 3   | 1 | 0  | 0  | 1 | 1  | 2  | -1  |
| Juventus | 2   | 0 | 1  | 0  | 1 | 0  | 1  | -1  |

| 31 juillet 2002 | Juventus                                    | 0 – 0             | Inter                                 | Stadio Nereo Rocco, Trieste  |                              |
| 21h00 UTC+2     |                                             |                   |                                       | Arbitrage : Matteo Trefoloni | Arbitrage : Matteo Trefoloni |
| 21h00 UTC+2     | Rapport                                     |                   |                                       | Arbitrage : Matteo Trefoloni | Arbitrage : Matteo Trefoloni |
| 21h00 UTC+2     | Del Piero · Camoranesi · Fresi · Birindelli | Tirs au but 4 - 2 | Kallon · Córdoba · Dalmat · Conceição | Arbitrage : Matteo Trefoloni | Arbitrage : Matteo Trefoloni |

| 31 juillet 2002 | Inter                 | 2 – 0 | Milan | Stadio Nereo Rocco, Trieste |                           |
| 22h00 UTC+2     | Vieri 18e (pen.), 32e |       |       | Arbitrage : Paolo Bertini   | Arbitrage : Paolo Bertini |
| 22h00 UTC+2     | Rapport               |       |       | Arbitrage : Paolo Bertini   | Arbitrage : Paolo Bertini |

| 31 juillet 2002 | Milan           | 1 – 0 | Juventus | Stadio Nereo Rocco, Trieste      |                                  |
| 23h00 UTC+2     | Chevtchenko 17e |       |          | Arbitrage : Massimiliano Saccani | Arbitrage : Massimiliano Saccani |
| 23h00 UTC+2     | Rapport         |       |          | Arbitrage : Massimiliano Saccani | Arbitrage : Massimiliano Saccani |

### 2003
- Stade: Stadio Del Conero, Ancône

| Club     | Pts | V | VP | DP | D | BP | BC | Dif |
| -------- | --- | - | -- | -- | - | -- | -- | --- |
| Inter    | 6   | 2 | 0  | 0  | 0 | 2  | 0  | +2  |
| Juventus | 3   | 1 | 0  | 0  | 1 | 1  | 1  | 0   |
| Milan AC | 0   | 0 | 0  | 0  | 2 | 0  | 2  | -2  |

| 12 août 2003 | Juventus   | 1 – 0 | Milan | Stadio Del Conero, Ancône |                           |
| 21h00 UTC+2  | Appiah 30e |       |       | Arbitrage : Danilo Nucini | Arbitrage : Danilo Nucini |

| 12 août 2003 | Inter     | 1 – 0 | Milan | Stadio Del Conero, Ancône   |                             |
| 22h00 UTC+2  | Kallon 5e |       |       | Arbitrage : Paolo Dondarini | Arbitrage : Paolo Dondarini |

| 12 août 2003 | Inter     | 1 – 0 | Juventus | Stadio Del Conero, Ancône   |                             |
| 23h00 UTC+2  | Crespo 3e |       |          | Arbitrage : Emidio Morganti | Arbitrage : Emidio Morganti |

### 2004
- Stade: Stade Giuseppe-Meazza, San Siro, Milan

| Club     | Pts | V | VP | DP | D | BP | BC | Dif |
| -------- | --- | - | -- | -- | - | -- | -- | --- |
| Inter    | 5   | 1 | 1  | 0  | 0 | 1  | 0  | +1  |
| Milan AC | 4   | 1 | 0  | 1  | 0 | 2  | 0  | +2  |
| Juventus | 0   | 0 | 0  | 0  | 2 | 0  | 3  | -3  |

| 27 juillet 2004 | Inter       | 1 – 0 | Juventus | Stadio Giuseppe Meazza, Milan |                           |
| 21h00 UTC+2     | Martins 37e |       |          | Arbitrage : Paolo Bertini     | Arbitrage : Paolo Bertini |
| 21h00 UTC+2     | Rapport     |       |          | Arbitrage : Paolo Bertini     | Arbitrage : Paolo Bertini |

| 27 juillet 2004 | Milan                   | 2 – 0 | Juventus | Stadio San Siro, Milan      |                             |
| 22h00 UTC+2     | Pozzi 4e · Ambrosini 9e |       |          | Arbitrage : Paolo Dondarini | Arbitrage : Paolo Dondarini |
| 22h00 UTC+2     | Rapport                 |       |          | Arbitrage : Paolo Dondarini | Arbitrage : Paolo Dondarini |

| 27 juillet 2004 | Inter                                               | 0 – 0             | Milan                                            | Stadio Giuseppe Meazza, Milan |                            |
| 23h00 UTC+2     |                                                     |                   |                                                  | Arbitrage : Nicola Rizzoli    | Arbitrage : Nicola Rizzoli |
| 23h00 UTC+2     | Rapport                                             |                   |                                                  | Arbitrage : Nicola Rizzoli    | Arbitrage : Nicola Rizzoli |
| 23h00 UTC+2     | Germinale · Semenzato · Fautario · Momentè · Laribi | Tirs au but 5 - 4 | Crespo · Pirlo · Dhorasoo · Brocchi · Costacurta | Arbitrage : Nicola Rizzoli    | Arbitrage : Nicola Rizzoli |

### 2005
- Stade: Stade Nereo-Rocco, Trieste

| Club     | Pts | V | VP | DP | D | BP | BC | Dif |
| -------- | --- | - | -- | -- | - | -- | -- | --- |
| Inter    | 5   | 1 | 1  | 0  | 0 | 1  | 0  | +1  |
| Milan AC | 4   | 1 | 0  | 1  | 0 | 2  | 1  | +1  |
| Juventus | 0   | 0 | 0  | 0  | 2 | 1  | 3  | -2  |

| 20 juillet 2005 | Inter                                                       | 0 – 0             | Milan                                                               | Stadio Nereo Rocco, Trieste |                            |
| 21h00 UTC+2     |                                                             |                   |                                                                     | Arbitrage : Nicola Rizzoli  | Arbitrage : Nicola Rizzoli |
| 21h00 UTC+2     | Rapport                                                     |                   |                                                                     | Arbitrage : Nicola Rizzoli  | Arbitrage : Nicola Rizzoli |
| 21h00 UTC+2     | Arrieta · Júlio César · Materazzi · Martins · Solari · Wome | Tirs au but 5 - 4 | Seedorf · Rui Costa · Serginho · Costacurta · Ardemagni · Ambrosini | Arbitrage : Nicola Rizzoli  | Arbitrage : Nicola Rizzoli |

| 20 juillet 2005 | Juventus      | 1 – 2 | Milan                           | Stadio Nereo Rocco, Trieste |                             |
| 22h00 UTC+2     | Trezeguet 36e |       | 8e (pen.) Vieri · 24e Rui Costa | Arbitrage : Emidio Morganti | Arbitrage : Emidio Morganti |
| 22h00 UTC+2     | Rapport       |       |                                 | Arbitrage : Emidio Morganti | Arbitrage : Emidio Morganti |

| 20 juillet 2005 | Juventus | 0 – 1 | Inter       | Stadio Nereo Rocco, Trieste |                           |
| 23h00 UTC+2     |          |       | 43e Martins | Arbitrage : Tiziano Pieri   | Arbitrage : Tiziano Pieri |
| 23h00 UTC+2     | Rapport  |       |             | Arbitrage : Tiziano Pieri   | Arbitrage : Tiziano Pieri |

### 2006
- Stade: Stade Giuseppe-Meazza, San Siro, Milan
- Meilleur joueur:  Del Piero (Juventus)

| Club     | Pts | V | VP | DP | D | BP | BC | Dif |
| -------- | --- | - | -- | -- | - | -- | -- | --- |
| Milan AC | 6   | 2 | 0  | 0  | 0 | 5  | 2  | +3  |
| Juventus | 2   | 0 | 1  | 0  | 1 | 2  | 4  | -2  |
| Inter    | 1   | 0 | 0  | 1  | 1 | 2  | 3  | -1  |

| 31 août 2006 | Inter    | 1 – 2 | Milan                       | Stadio Giuseppe Meazza, Milan |                             |
| 21h00 UTC+2  | Cruz 19e |       | 31e Favalli · 35e Borriello | Arbitrage : Gianluca Rocchi   | Arbitrage : Gianluca Rocchi |
| 21h00 UTC+2  | Rapport  |       |                             | Arbitrage : Gianluca Rocchi   | Arbitrage : Gianluca Rocchi |

| 31 août 2006 | Inter                                     | 1 – 1             | Juventus                                            | Stadio Giuseppe Meazza, Milan |                            |
| 22h00 UTC+2  | Figo 26e                                  |                   | 5e Del Piero                                        | Arbitrage : Mauro Bergonzi    | Arbitrage : Mauro Bergonzi |
| 22h00 UTC+2  | Rapport                                   |                   |                                                     | Arbitrage : Mauro Bergonzi    | Arbitrage : Mauro Bergonzi |
| 22h00 UTC+2  | Cruz · Adriano · Figo · Maaroufi · Marino | Tirs au but 3 - 4 | Nedvěd · Guzmán · Birindelli · Zalayeta · Del Piero | Arbitrage : Mauro Bergonzi    | Arbitrage : Mauro Bergonzi |

| 31 août 2006 | Milan                         | 3 – 1 | Juventus    | Stadio San Siro, Milan      |                             |
| 23h00 UTC+2  | Seedorf 26e, 45+2e · Kaká 38e |       | 5e Zalayeta | Arbitrage : Andrea De Marco | Arbitrage : Andrea De Marco |
| 23h00 UTC+2  | Rapport                       |       |             | Arbitrage : Andrea De Marco | Arbitrage : Andrea De Marco |

### 2007
- Stade: Stade Giuseppe-Meazza, San Siro, Milan
- Meilleur joueur:  Recoba (Inter)

| Club     | Pts | V | VP | DP | D | BP | BC | Dif |
| -------- | --- | - | -- | -- | - | -- | -- | --- |
| Inter    | 5   | 1 | 1  | 0  | 0 | 1  | 0  | +1  |
| Milan AC | 3   | 1 | 0  | 0  | 1 | 1  | 1  | 0   |
| Juventus | 1   | 0 | 0  | 1  | 1 | 0  | 1  | -1  |

| 14 août 2007 | Inter                                      | 0 – 0             | Juventus                                                 | Stadio Giuseppe Meazza, Milan |                           |
| 21h00 UTC+2  |                                            |                   |                                                          | Arbitrage : Domenico Celi     | Arbitrage : Domenico Celi |
| 21h00 UTC+2  | Rapport                                    |                   |                                                          | Arbitrage : Domenico Celi     | Arbitrage : Domenico Celi |
| 21h00 UTC+2  | Jiménez · Cruz · Samuel · Cesar · Burdisso | Tirs au but 5 - 4 | Criscito · Iaquinta · Andrade · Salihamidžić · Del Piero | Arbitrage : Domenico Celi     | Arbitrage : Domenico Celi |

| 14 août 2007 | Milan         | 1 – 0 | Juventus | Stadio San Siro, Milan       |                              |
| 22h00 UTC+2  | Gilardino 26e |       |          | Arbitrage : Andrea Gervasoni | Arbitrage : Andrea Gervasoni |
| 22h00 UTC+2  | Rapport       |       |          | Arbitrage : Andrea Gervasoni | Arbitrage : Andrea Gervasoni |

| 14 août 2007 | Inter      | 1 – 0 | Juventus | Stadio San Siro, Milan     |                            |
| 23h00 UTC+2  | 28e Recoba |       |          | Arbitrage : Antonio Damato | Arbitrage : Antonio Damato |
| 23h00 UTC+2  | Rapport    |       |          | Arbitrage : Antonio Damato | Arbitrage : Antonio Damato |

### 2008
- Stade: Stade olympique, Turin
- Meilleur joueur:  Seedorf (Milan AC)

| Club     | Pts | V | VP | DP | D | BP | BC | Dif |
| -------- | --- | - | -- | -- | - | -- | -- | --- |
| Milan AC | 4   | 0 | 2  | 0  | 0 | 2  | 2  | 0   |
| Juventus | 4   | 1 | 0  | 1  | 0 | 3  | 2  | +1  |
| Inter    | 1   | 0 | 0  | 1  | 1 | 0  | 1  | -1  |

| 29 juillet 2008 | Juventus                                 | 2 – 2             | Milan                                 | Stadio Olimpico, Turin       |                              |
| 21h00 UTC+2     | Trezeguet 9e · Marchionni 12e            |                   | 8e, 43e Seedorf                       | Arbitrage : Christian Brighi | Arbitrage : Christian Brighi |
| 21h00 UTC+2     | Rapport                                  |                   |                                       | Arbitrage : Christian Brighi | Arbitrage : Christian Brighi |
| 21h00 UTC+2     | Trezeguet · Iaquinta · Chiellini · Tiago | Tirs au but 2 - 4 | Kaká · Pirlo · Jankulovski · Paloschi | Arbitrage : Christian Brighi | Arbitrage : Christian Brighi |

| 29 juillet 2008 | Juventus     | 1 – 0 | Inter | Stadio Olimpico, Turin    |                           |
| 21h30 UTC+2     | Iaquinta 27e |       |       | Arbitrage : Gabriele Gava | Arbitrage : Gabriele Gava |
| 21h30 UTC+2     | Rapport      |       |       | Arbitrage : Gabriele Gava | Arbitrage : Gabriele Gava |

| 29 juillet 2008 | Milan                                                 | 0 – 0             | Inter                                               | Stadio Olimpico, Turin       |                              |
| 22h30 UTC+2     |                                                       |                   |                                                     | Arbitrage : Christian Brighi | Arbitrage : Christian Brighi |
| 22h30 UTC+2     | Rapport                                               |                   |                                                     | Arbitrage : Christian Brighi | Arbitrage : Christian Brighi |
| 22h30 UTC+2     | Kaká · Oddo · Jankulovski · Favalli · Brocchi · Digão | Tirs au but 4 - 3 | Adriano · Figo · Suazo · Jiménez · Santon · Muntari | Arbitrage : Christian Brighi | Arbitrage : Christian Brighi |

### 2009
- Stade: Stade Adriatico, Pescara
- Meilleur joueur:  Amauri (Juventus)

| Club     | Pts | V | VP | DP | D | BP | BC | Dif |
| -------- | --- | - | -- | -- | - | -- | -- | --- |
| Juventus | 5   | 1 | 1  | 0  | 0 | 3  | 1  | + 2 |
| Inter    | 4   | 1 | 0  | 1  | 0 | 2  | 1  | + 1 |
| Milan AC | 0   | 0 | 0  | 0  | 2 | 0  | 3  | - 3 |

| 14 août 2009 | Inter                                                                | 1 – 1             | Juventus                                                                          | Stadio Adriatico, Pescara  |                            |
| 20h30 UTC+2  | Thiago Motta 26e                                                     |                   | 44e Amauri                                                                        | Arbitrage : Antonio Damato | Arbitrage : Antonio Damato |
| 20h30 UTC+2  | Rapport                                                              |                   |                                                                                   | Arbitrage : Antonio Damato | Arbitrage : Antonio Damato |
| 20h30 UTC+2  | Milito · Balotelli · Chivu · Thiago Motta · Samuel · Vieira · Santon | Tirs au but 5 - 6 | Salihamidžić · Grygera · Felipe Melo · Poulsen · Amauri · Iaquinta · Legrottaglie | Arbitrage : Antonio Damato | Arbitrage : Antonio Damato |

| 14 août 2009 | Milan   | 0 – 1 | Inter         | Stadio Adriatico, Pescara |                          |
| 21h30 UTC+2  |         |       | 24e Balotelli | Arbitrage : Paolo Valeri  | Arbitrage : Paolo Valeri |
| 21h30 UTC+2  | Rapport |       |               | Arbitrage : Paolo Valeri  | Arbitrage : Paolo Valeri |

| 14 août 2009 | Milan   | 0 – 2 | Juventus                  | Stadio Adriatico, Pescara |                           |
| 22h30 UTC+2  |         |       | 13e Amauri · 31e Iaquinta | Arbitrage : Carmine Russo | Arbitrage : Carmine Russo |
| 22h30 UTC+2  | Rapport |       |                           | Arbitrage : Carmine Russo | Arbitrage : Carmine Russo |

### 2010
- Stade: Stade San Nicola, Bari
- Meilleur joueur:  Sneijder (Inter)

| Club     | Pts | V | VP | DP | D | BP | BC | Dif |
| -------- | --- | - | -- | -- | - | -- | -- | --- |
| Inter    | 5   | 1 | 1  | 0  | 0 | 1  | 0  | +1  |
| Milan AC | 3   | 0 | 1  | 1  | 0 | 1  | 1  | 0   |
| Juventus | 1   | 0 | 0  | 1  | 1 | 1  | 2  | -1  |

| 13 août 2010 | Inter        | 1 – 0 | Juventus | Stadio San Nicola, Bari   |                           |
| 20h45 UTC+2  | Sneijder 25e |       |          | Arbitrage : Domenico Celi | Arbitrage : Domenico Celi |
| 20h45 UTC+2  | Rapport      |       |          | Arbitrage : Domenico Celi | Arbitrage : Domenico Celi |

| 13 août 2010 | Milan                                  | 1 – 1             | Juventus                          | Stadio San Nicola, Bari         |                                 |
| 21h45 UTC+2  | Ronaldinho 20e                         |                   | 32e Diego                         | Arbitrage : Antonio Giannoccaro | Arbitrage : Antonio Giannoccaro |
| 21h45 UTC+2  | Rapport                                |                   |                                   | Arbitrage : Antonio Giannoccaro | Arbitrage : Antonio Giannoccaro |
| 21h45 UTC+2  | Ronaldinho · Borriello · Pirlo · Nesta | Tirs au but 4 – 2 | Trezeguet · Diego · Pepe · Amauri | Arbitrage : Antonio Giannoccaro | Arbitrage : Antonio Giannoccaro |

| 13 août 2010 | Milan                                             | 1 – 1             | Inter                                               | Stadio San Nicola, Bari   |                           |
| 22h45 UTC+2  | Ronaldinho 20e                                    |                   | 32e Diego Milito                                    | Arbitrage : Domenico Celi | Arbitrage : Domenico Celi |
| 22h45 UTC+2  | Rapport                                           |                   |                                                     | Arbitrage : Domenico Celi | Arbitrage : Domenico Celi |
| 22h45 UTC+2  | Flamini · Inzaghi · Oddo · Huntelaar · Ronaldinho | Tirs au but 2 - 3 | Diego Milito · Mancini · Coutinho · Obi · Stanković | Arbitrage : Domenico Celi | Arbitrage : Domenico Celi |

### 2011
- Stade: Stade San Nicola, Bari
- Meilleur joueur:  Philippe Coutinho (Inter)

| Club     | Pts | V | VP | DP | D | BP | BC | Dif |
| -------- | --- | - | -- | -- | - | -- | -- | --- |
| Inter    | 5   | 1 | 1  | 0  | 0 | 2  | 1  | +1  |
| Juventus | 4   | 1 | 0  | 1  | 0 | 3  | 2  | +1  |
| Milan AC | 0   | 0 | 0  | 0  | 2 | 1  | 3  | −2  |

| 18 août 2011 | Inter                                                                | 1 – 1             | Juventus                                                                   | Stadio San Nicola, Bari    |                            |
| 20h45 UTC+2  | Ranocchia 16e                                                        |                   | 8e Vučinić                                                                 | Arbitrage : Antonio Damato | Arbitrage : Antonio Damato |
| 20h45 UTC+2  | Rapport                                                              |                   |                                                                            | Arbitrage : Antonio Damato | Arbitrage : Antonio Damato |
| 20h45 UTC+2  | Pazzini · Motta · Pandev · Sneijder · Stanković · Ranocchia · Samuel | Tirs au but 6 - 5 | Del Piero · Pasquato · Bonucci · Vučinić · Pirlo · Lichtsteiner · Barzagli | Arbitrage : Antonio Damato | Arbitrage : Antonio Damato |

| 18 août 2011 | Juventus                | 2 – 1 | Milan       | Stadio San Nicola, Bari         |                                 |
| 22h00 UTC+2  | Vidal 21e · Matri 45+2e |       | 13e Cassano | Arbitrage : Antonio Giannoccaro | Arbitrage : Antonio Giannoccaro |
| 22h00 UTC+2  | Rapport                 |       |             | Arbitrage : Antonio Giannoccaro | Arbitrage : Antonio Giannoccaro |

| 18 août 2011 | Inter      | 1 – 0 | Milan | Stadio San Nicola, Bari    |                            |
| 23h10 UTC+2  | Milito 28e |       |       | Arbitrage : Antonio Damato | Arbitrage : Antonio Damato |
| 23h10 UTC+2  | Rapport    |       |       | Arbitrage : Antonio Damato | Arbitrage : Antonio Damato |

### 2012
- Stade: Stade San Nicola, Bari
- Meilleur joueur:  Philippe Coutinho (Inter)

| Club     | Pts | V | VP | DP | D | BP | BC | Dif |
| -------- | --- | - | -- | -- | - | -- | -- | --- |
| Inter    | 6   | 2 | 0  | 0  | 0 | 3  | 1  | +2  |
| Juventus | 3   | 1 | 0  | 0  | 1 | 1  | 1  | 0   |
| Milan AC | 0   | 0 | 0  | 0  | 2 | 1  | 3  | −2  |

| 21 juillet 2012 | Inter        | 1 – 0 | Juventus | Stadio San Nicola, Bari   |                           |
| 20h45 UTC+2     | Coutinho 11e |       |          | Arbitrage : Carmine Russo | Arbitrage : Carmine Russo |
| 20h45 UTC+2     | Rapport      |       |          | Arbitrage : Carmine Russo | Arbitrage : Carmine Russo |

| 21 juillet 2012 | Juventus           | 1 – 0 | Milan | Stadio San Nicola, Bari |                         |
| 22h00 UTC+2     | Vučinić 31e (pen.) |       |       | Arbitrage : Marco Guida | Arbitrage : Marco Guida |
| 22h00 UTC+2     | Rapport            |       |       | Arbitrage : Marco Guida | Arbitrage : Marco Guida |

| 21 juillet 2012 | Inter                    | 2 – 1 | Milan           | Stadio San Nicola, Bari   |                           |
| 23h10 UTC+2     | Guarín 25e · Palacio 34e |       | 16e El Shaarawy | Arbitrage : Carmine Russo | Arbitrage : Carmine Russo |
| 23h10 UTC+2     | Rapport                  |       |                 | Arbitrage : Carmine Russo | Arbitrage : Carmine Russo |